# Peeter Gijsels

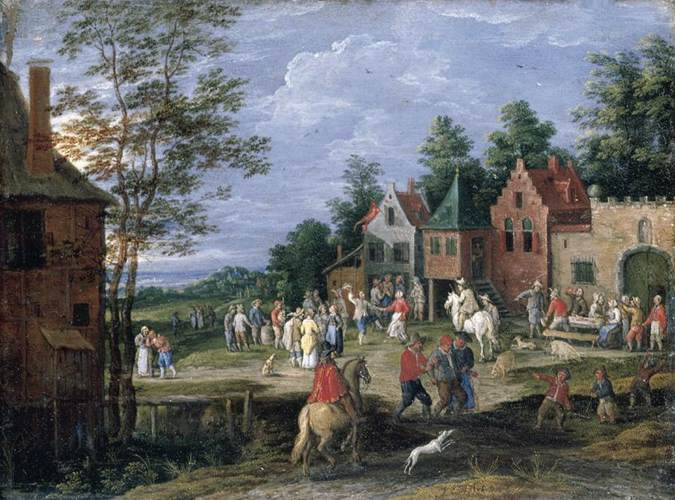
Dorpsgezicht, privécollectie

Peeter Gijsels (Antwerpen, gedoopt 3 december 1621 - aldaar, 1690) was een Brabants kunstschilder en tekenaar. Hij vervaardigde onder meer landschappen, dorpsgezichten en stillevens.

## Leven en werk
In 1641 of 1642 ging Gijsels in de leer bij de Antwerpse schilder Johannes Boots. Arnold Houbraken vermeldt dat hij vervolgens ook enige tijd in de leer zou zijn geweest bij Jan Brueghel de Jonge. In 1648 of 1649 werd hij opgenomen als lid van het Antwerpse Sint-Lucasgilde. In 1650 trouwde hij met Joanna Huybrecht, met wie hij zes kinderen kreeg.
Zijn werk vertoont invloeden van Jan Brueghel en Jan van Kessel.
Gijsels werkte zijn hele leven in Antwerpen, waar hij in 1690 overleed.

## Bron (onder meer)
- Alan Chong & Wouter Kloek (1999) Het Nederlandse Stilleven 1550 - 1720, Waanders Uitgevers, Zwolle